# 蒂里 (科多尔省)
蒂里（法語：Thury，法語發音：[tyʁi] ⓘ）是法国科多尔省的一个市镇，属于博讷区。

## 地理
蒂里（47°2'1"N, 4°31'27"E）面积13.27 平方千米，位于法国勃艮第-弗朗什-孔泰大區科多尔省，该省份为法国中东部省份，北起奥布省，西接涅夫勒省和约讷省，南至索恩-卢瓦尔省，东南接汝拉省，东临上索恩省，东北部与上马恩省接壤。
与蒂里接壤的市镇（或旧市镇、城区）包括：圣皮埃尔昂沃、尚皮尼奥勒、莫利诺、维耶维、埃皮纳克、叙利。

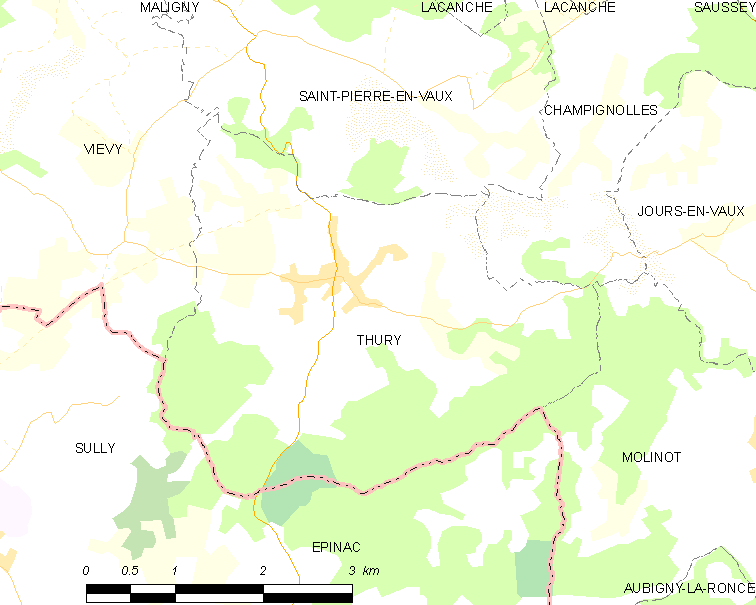
的OSM定位图

蒂里的时区为UTC+01:00、UTC+02:00（夏令时）。

## 行政
蒂里的邮政编码为21340，INSEE市镇编码为21636。

## 政治
蒂里所属的省级选区为阿尔奈勒迪克县。

## 人口

1962-2008年间人口变化图示

蒂里于2022年1月1日时的人口数量为260人。